# Tremoço

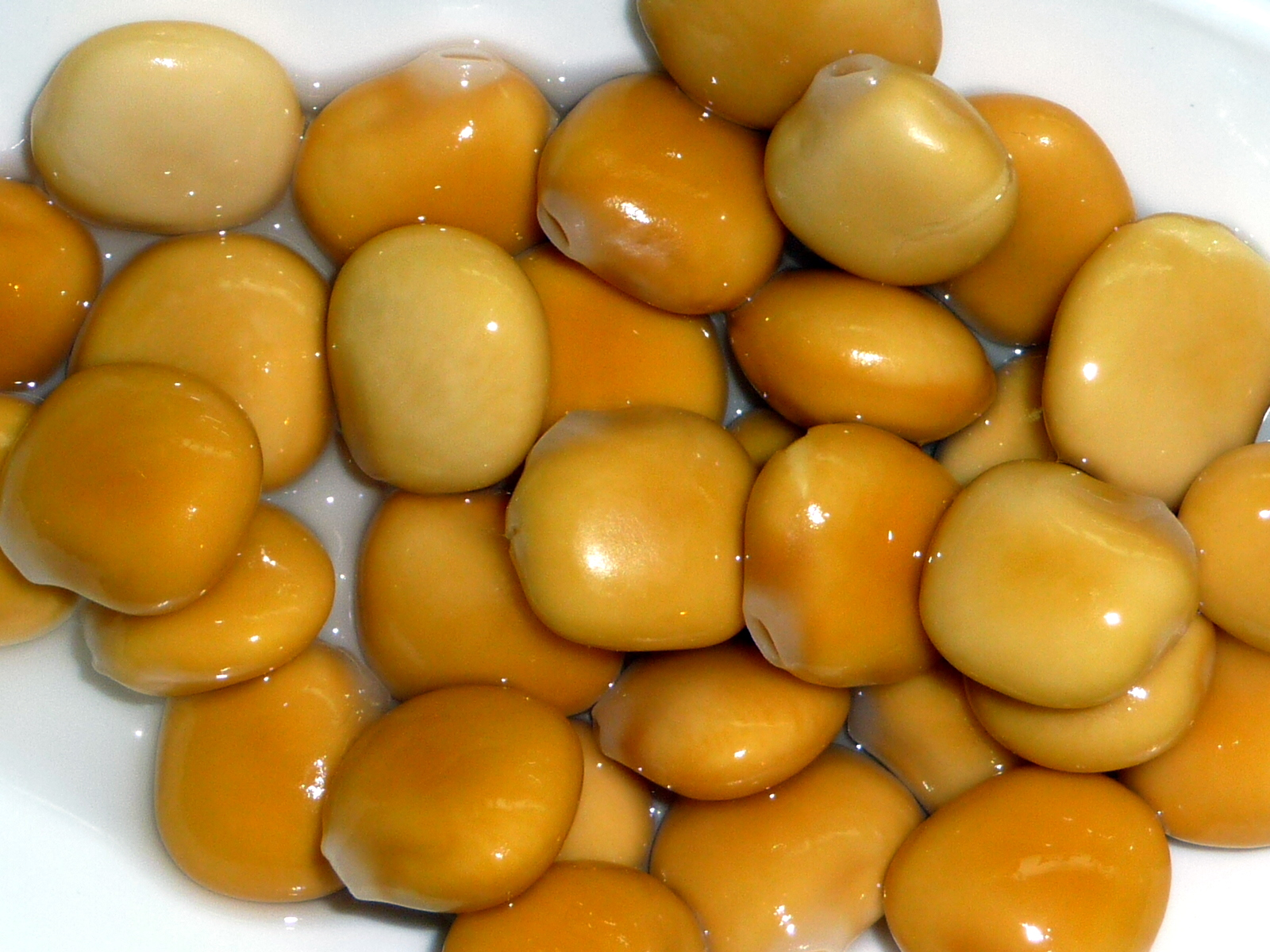
Tremoços (sementes de Lupinus albus).

Os tremoços são as sementes das plantas fabáceas conhecidas como tremoceiro (grafia alternativa tremoceira) - das quais se destaca especialmente a espécie Lupinus albus, comummente conhecida como tremoceiro-comum -, pertencentes ao género Lupinus e usadas na fixação de azoto nos solos.
A semente, de cor amarela, presentemente, não tem aproveitamento agrícola, podendo servir para forragem de gado, se bem que é geralmente vendida e consumida em conserva como petisco ou aperitivo (acepipe), sendo muito comum em cervejarias de Portugal.
O tremoço in natura contém um aminoácido neurotóxico que o veda ao consumo humano, além de uma série de substâncias alcalóides dotadas de efeitos neurotóxicos e hepatóxicos do grupo da quinolizidina, como a lupanina, ou lupinina, mas isto só ocorreria com o consumo do grão fresco ou seco, e em grandes quantidades e por longos períodos. Para poder consumir os tremoços sem risco, eles devem ser cozidos e depois cobertos de água mudada com frequência por diversos dias até perderem o seu amargo original, com a eliminação dos alcalóides. Assim preparados, os tremoços não oferecem qualquer risco à saúde.
A Festa dos Tremoços é uma tradição portuguesa, comemorada em agosto.

## Botânica
Lupinus é um dos géneros de plantas da família das fabáceas, subfamília Faboideae.
Há cerca de 150 espécies classificadas neste género e conhecidas como tremoceiro (subgéneros Lupinus, e Platycarpos (Wats.) Kurl.). A maioria destas espécies tem a propriedade de fixar azoto nos solos, e muitas são utilizadas como fertilizante natural em zonas agrícolas.
As sementes das plantas do género Lupinus são conhecidas como tremoços.

## Cultivo
O tremoço, em geral, é cultivado em sequeiro. É semeado por volta da altura das primeiras chuvas outonais, sendo que o espaçamento e a profundidade, durante o plantio, varia consoante a espécie de tremoço e a finalidade comercial a que se destina, seja como forragem, como adubo vegetal ou para consumo humano.
Em Portugal, os tremoços costumam florescer em Outubro. Geralmente suportam bem as secas e as temperaturas altas durante o Verão.

## História e etnografia
Historicamente, o tremoço-comum era uma espécie espontânea em Portugal, sendo que, presentemente, se trata de uma espécie cultivada.
Na tradição popular portuguesa, há a lenda de que o topónimo «Estremoz» terá provindo de um campo de tremoceiros, no meio do qual um grupo de desterrados se teria refugiado, para pernoitar, tendo decidido, posteriormente, fixar-se naquele local.  Nalgumas versões da lenda, reza que os desterrados proviriam de Castelo Branco e que o episódio teria ocorrido no reinado de D. Afonso III.
Ao fundarem uma povoação naquele espaço, pediram ao rei que lhes concedesse um foral e que no brasão figurassem as coisas que tinham primeiramente encontrado naquela terra: o sol, a lua, as estrelas e o tremoceiro.
Sendo que o nome Estremoz, nos conformes desta lenda popular, derivaria da palavra tremoço.

## Algumas espécies
As espécies assinaladas com P ocorrem de forma espontânea em Portugal, normalmente em solos arenosos.
- Lupinus albus (tremoceiro-comum) P
- Lupinus angustifolius
- Lupinus arboreus (tremoceiro-bravo) P
- Lupinus luteus (tremoceiro-amarelo) P
- Lupinus mutabilis
- Lupinus nootkatensis
- Lupinus polyphyllus
- Lupinus texensis
- Lupinus tidestromii
- Lupinus foliolosus
- Lupinus kuntii
- Lupinus michelianus
- Lupinus nubigenus
- Lupinus rupestris
- Lupinus smithianus

## Constituintes tóxicos existentes neste género
- Anagirina
- Esparteina
- Genisteína
- Gramina
- 13-hidroxilupanina
- L-Dopa
- Lupanina
- Luteona
- Wighteona

## Classificação do gênero
| Sistema | Classificação                      | Referência |
| ------- | ---------------------------------- | ---------- |
| Linné   | Classe Diadelphia, ordem Decandria | [ 10 ]     |